# Боћање на Летњим параолимпијским играма
Боћање се такмичи на Љетњим параолимпијским играма од Игара 1984. у Њујорку и Стоук Мандевилу.
Овај спорт захтјева стратегију и прецизност и сличан је карлингу или француском петанку. Игра се на терену ширине 12,5 м к 6 м. Сваки тим има 6 кожних лопти и мора их приближити што је могуће ближе бијелој лопти која се зове „џек“.
На тим играма одржано је пет такмичења у боћању, два за мушкарце, два за жене и једна мјешовита дисциплина гдје су се заједно такмичили мушкарци и жене. Од 1988. до 2020. године, сва такмичења у боћању на Параолимпијским играма су била мјешовита. У 2024. години биће поново уведене одвојене дисциплине за мушкарце и жене као појединце, док ће такмичење у паровима и тимовима остати мјешовити тим. Спортисти у овом спорту имају церебралну парализу и класификују се према степену инвалидитета. Првобитно су постојале двије класе, C1 и C2, при чему је C1 одговарао онима са тежим оштећењем. Године 1996. додата је класа „C1 са помагалом“, а 2000. године систем је промјењен тако да има четири класе, BC1 до BC4.
Са поновним увођењем класификације одвојених полова за индивидуалну игру, Параолимпијске игре 2024. имаће највећи број догађаја у историји спорта, једанаест.

## Преглед дешавања
| Игре | Година | Дисциплине   | Најбоље државе            |
| ---- | ------ | ------------ | ------------------------- |
| 1.   | 1960.  | Нису одржане | Нису одржане              |
| 2.   | 1964.  | Нису одржане | Нису одржане              |
| 3.   | 1968.  | Нису одржане | Нису одржане              |
| 4.   | 1972.  | Нису одржане | Нису одржане              |
| 5.   | 1976.  | Нису одржане | Нису одржане              |
| 6.   | 1978.  | Нису одржане | Нису одржане              |
| 7.   | 1984   | 5            | Сједињене Америчке Државе |
| 8.   | 1988   | 3            | Јужна Кореја              |
| 9.   | 1992   | 3            | Шпанија                   |
| 10.  | 1996   | 5            | Шпанија                   |
| 11.  | 2000   | 5            | Ирска                     |
| 12.  | 2004   | 7            | Португалија               |
| 13.  | 2008   | 7            | Бразил / Јужна Кореја     |
| 14.  | 2012   | 7            | Бразил                    |
| 15.  | 2016   | 7            | Тајланд                   |
| 16.  | 2020   | 7            | Словачка                  |
| 17.  | 2024   | 11           | Хонгконг                  |

## Дисциплине
Доња табела даје укупан број такмичења у боћању и класификације инвалидитета у појединачној, парној и тимској конкуренцији за свако издање Љетњих параолимпијских игара. Сви догађаји су били помјешани осим ако није другачије назначено.
| Година | Број дисциплина | Индивидуална такмичења                                                               | Такмичења за парове | Тимска такмичења |
| ------ | --------------- | ------------------------------------------------------------------------------------ | ------------------- | ---------------- |
| 1984.  | 5               | Мушкарци C1 Мушкарци C2 Жене C1 Жене C2                                              |                     | отворено         |
| 1988.  | 3               | C1 C2                                                                                |                     | C1–C2            |
| 1992.  | 3               | C1 C2                                                                                |                     | C1–C2            |
| 1996.  | 5               | C1 C1 са помагалом C2                                                                | C1 са помагалом     | C1–C2            |
| 2000.  | 5               | BC1 BC2 BC3                                                                          | BC3                 | BC1–BC2          |
| 2004.  | 7               | BC1 BC2 BC3 BC4                                                                      | BC3 BC4             | BC1–BC2          |
| 2008.  | 7               | BC1 BC2 BC3 BC4                                                                      | BC3 BC4             | BC1–BC2          |
| 2012.  | 7               | BC1 BC2 BC3 BC4                                                                      | BC3 BC4             | BC1-BC2          |
| 2016.  | 7               | BC1 BC2 BC3 BC4                                                                      | BC3 BC4             | BC1-BC2          |
| 2020.  | 7               | BC1 BC2 BC3 BC4                                                                      | BC3 BC4             | BC1-BC2          |
| 2024.  | 11              | Мушкарци BC1 Мушкарци BC2 Men's BC3 Мушкарци BC4 Жене BC1 Жене BC2 Жене BC3 Жене BC4 | BC3 BC4             | BC1-BC2          |

## Биланс медаља по нацијама
Допуњено од Париза 2024.